# Romário Baró
Romário Manuel Silva Baró (Bisáu, Guinea-Bisáu, 25 de enero de 2000), más conocido como Romário Baró, es un futbolista portugués que juega de centrocampista en el F. C. Oporto de la Primeira Liga.

## Trayectoria
Baró comenzó su carrera deportiva en el F. C. Oporto B, equipo con el que debutó como profesional, en la Liga de Honra, el 21 de enero de 2018, en un partido frente al F. C. Arouca.
En la Liga Juvenil de la UEFA 2018-19, Baró, anotó seis goles, y el Oporto logró alzarse con el título de la competición.
En la temporada 2019-20 logró debutar con la primera plantilla del Oporto, en un partido de clasificación para la fase de grupos de la Liga de Campeones de la UEFA 2019-20 frente al FC Krasnodar. Diez días después debutó en la Primeira Liga, en la victoria del Oporto por 4-0 frente al Vitória Setúbal.
El 31 de agosto de 2021 fue cedido al G. D. Estoril Praia. El año siguiente volvió a ser prestado, siendo el Casa Pia A. C. su destino. Acumuló una tercera cesión durante la campaña 2024-25 en el F. C. Basilea.

## Selección nacional
Baró fue internacional sub-16, sub-17, sub-18 y sub-19 con la selección de fútbol de Portugal, y en la actualidad es internacional sub-21.

## Clubes
| Club                         | País     | Año       |
| ---------------------------- | -------- | --------- |
| F. C. Oporto "B"             | Portugal | 2018-2019 |
| F. C. Oporto                 | Portugal | 2019-act. |
| G. D. Estoril Praia (cedido) | Portugal | 2021-2022 |
| Casa Pia A. C. (cedido)      | Portugal | 2022-2023 |
| F. C. Basilea (cedido)       | Suiza    | 2024-2025 |

## Palmarés

### Títulos nacionales
| Título                | Club          | País     | Año  |
| --------------------- | ------------- | -------- | ---- |
| Primeira Liga         | F. C. Oporto  | Portugal | 2020 |
| Copa de Portugal      | F. C. Oporto  | Portugal | 2020 |
| Supercopa de Portugal | F. C. Oporto  | Portugal | 2020 |
| Copa de Portugal      | F. C. Oporto  | Portugal | 2024 |
| Supercopa de Portugal | F. C. Oporto  | Portugal | 2024 |
| Superliga de Suiza    | F. C. Basilea | Suiza    | 2025 |
| Copa de Suiza         | F. C. Basilea | Suiza    | 2025 |

### Títulos internacionales
| Título                  | Club                | Sede | Año  |
| ----------------------- | ------------------- | ---- | ---- |
| Liga Juvenil de la UEFA | F. C. Oporto sub-19 | Nyon | 2019 |